# Reederei John W. Olbers
Die Reederei John W. Olbers war ein Reederei- und Speditionsunternehmen in Cuxhaven, das einen Liniendienst mit Frachtschiffen zwischen Hamburg und Cuxhaven betrieb. Das Reedereigeschäft bestand von 1903 bis 1967.

## Geschichte
Mit der Aufnahme des Liniendienstes 1903 setzte der Gründer John Waldemar Olbers die Tätigkeit seines Vaters fort, der ebenso wie sein Schwiegervater mit einem Segler Schifffahrt betrieben hatte. Sein erstes Schiff, die Hermann, war ursprünglich ein Fischtransporter aus Rostock, den er nach dem Umbau zum Frachtschiff in den Liniendienst zwischen Cuxhaven und Hamburg brachte. Parallel zum Liniendienst baute er ein Speditionsgeschäft mit Lagerplätzen in beiden Städten auf. Während des Ersten Weltkrieges blieb der Betrieb eingestellt und wurde 1919 wieder aufgenommen. Das Schiff verkehrte in dieser Zeit wöchentlich donnerstags von Cuxhaven nach Hamburg, die Rückfahrt erfolgte dienstags. Als John Olbers 1925 plante, seinen Betrieb zu erweitern, benannte er die Hermann in John Olbers I um.
Ein Jahr zuvor hatte er ein zweites Schiff gekauft: Die als Binnenschiff gebaute Braunsberg war 1918 umgebaut worden und trug ab 1919 den Namen Ajax. Mit dem neuen Schiff intensivierte die Reederei den Verkehr: Die John Olbers II fuhr dienstags und freitags von Hamburg nach Cuxhaven, die Rückfahrten fanden mittwochs und samstags statt. Als John Olbers am 31. März 1926 im Alter von 46 Jahren starb, übernahm seine Witwe Martha die Führung der Reederei. Ihr Bruder Otto Wulf, Gründer der späteren Taucherfirma Otto Wulf, gründete 1932 einen konkurrierenden Liniendienst zwischen Cuxhaven und Hamburg. Als Otto Wulf 1935 seinen Liniendienst aufgab, verkaufte er sein Schiff an Martha Olbers.
Die neue Besitzerin ließ das zuletzt als Bergungsfahrzeug genutzte Schiff zum Frachtschiff umbauen und nannte es John Olbers III. Während des Zweiten Weltkrieges blieben die drei Schiffe von der Requirierung durch die Kriegsmarine verschont und setzten den Betrieb fort. Allerdings sank die John Olbers II am 9. Mai 1941 bei einem Luftangriff auf Hamburg infolge von Nahtreffern und musste abgewrackt werden. Nach dem Krieg investierte das Unternehmen zunächst in ein neues Lagerhaus und Bürogebäude.
1952 stellte sie noch ein neues Schiff in Dienst, das die John Olbers III ersetzte und auch den Namen übernahm. Zur neuen John Olbers III (2) liegen nur wenige Presseberichte und Fotos vor, weitergehende Informationen fehlen. In den 1950er und 60er Jahren machten Lastkraftwagen den Schiffen zunehmend Konkurrenz, bis die Schiffe der Reederei nur noch auflagen. Nachdem Martha Olbers 1962 verstorben war, verkauften die Erben die beiden verbliebenen Schiffe 1967 und 1968. Der Betrieb investierte ebenfalls in weitere Lastkraftwagen.

## Schiffe der Reederei
| Name                | Baujahr | Bauwerft                                                 | Länge × Breite   | Vermessung     | Dienstzeit   | Anmerkungen, Verbleib |
| ------------------- | ------- | -------------------------------------------------------- | ---------------- | -------------- | ------------ | --- |
| John Olbers I       | 1898    | Werft Johann Junge, Wewelsfleth                          | 23,00 m × 5,50 m | 79 BRT, 36 NRT | 1903–1970/71 | ursprünglich Fischtransporter Hermann, 1910 Umbau und Verlängerung zum Frachtmotorschiff, 1925 Umbenennung in John Olbers I, 1967 außer Dienst, 1970/71 zum Abbruch verkauft.                                                                           |
| John Olbers II      | 1910    | Gustav Fechter, Königsberg                               | 25,30 m × 5,30 m | 65 BRT, 36 NRT | 1924–1941    | ursprünglich als Binnenschiff Braunsberg gebaut, 1919 Ajax, Anfang der 30er Jahre umgebaut, auf 32,50 m verlängert und in John Olbers 2 umbenannt, am 9. Mai 1941 bei britischem Luftangriff auf Hamburg gesunken, anschl. abgewrackt.                  |
| John Olbers III (1) | 1910    | angeblich Kaiserliche Werft Wilhelmshaven, Wilhelmshaven | 20,30 m × 5,60 m | 63 BRT, 25 NRT | 1937–1968    | angeblich als Kabeldampfer für Marine erbaut, 1922 verkauft an Otto Wulf, umbenannt in Otto Wulf, 1932 in Carl Fridolf II, 1935 in Otto Wulf II, 1937 verkauft an Martha Olbers als John Olbers III, 1952 außer Dienst, 1968 verkauft, Verbleib unklar. |
| John Olbers III (2) | 1952    | k. A.                                                    | k. A.            | ca. 130 t      | 1952–1967    | laut Zeitungsberichten 1952 in Cuxhaven in Dienst gestellt als Ersatz für die erste John Olbers III, Details zu Schiff fehlen. |